# 加藤康裕
加藤 康裕（かとう やすひろ、1965年2月4日 - ）は、毎日放送（MBS）の元アナウンサーで、
ティプラムアナウンススクール の代表。
MBSへの在籍中には、2011年7月から6年間アナウンスセンター長を兼務した後に、2017年7月から1年間事業局でコマース事業部長を務めていた。早期定年退職後の2020年からは、南気象予報士事務所にも所属。

## 来歴・人物
北海道小樽市 での出生後に、愛知県尾張旭市で生活（本籍は愛知県）。日本各地のラジオ局に向けて受信状況を報告したり、報告を受けた局が発行するベリカードを集めたりするほど、学生時代にラジオ番組を愛聴していたことがアナウンサーを志すきっかけになった。
早稲田大学第一文学部への進学後は、学内の劇団で演劇に熱中する一方で、東京アナウンスアカデミーでアナウンス技術の基礎を積んでいた。同アカデミー経由の依頼で、毎日放送以外の民放テレビ局が制作した2時間ドラマ に、ニュースキャスター役でワンシーンだけ出演したこともある。また、同じ学部に在籍していた福澤朗とは、在学中こそ交流がなかったものの、在京キー局への就職活動を通じて面識があったという（福澤は後にアナウンサーとして日本テレビへ入社）。
ちなみに、毎日放送の放送対象地域である関西地方と無縁だった加藤が同局のアナウンサー試験を受けたのは、東京アナウンスアカデミーにカウンセリング担当の職員として勤務していた永井譲治（後に独立して東京アナウンスセミナー を設立） の強い勧めによる。実際には、TBS（現TBSHD）（毎日放送が加盟するJNN・JRNの基幹局）のアナウンサー試験も受験。TBSでの選考にも途中まで残っていたが、男性の新人アナウンサーを求めていた当時の毎日放送アナウンサー室長・藤本永治からTBSへの要請を経て、毎日放送に採用されたという。奇しくも、毎日放送への入社が内定していた1987年（第614回放送）には、同期で採用された岩城潤子（現在は他部署へ異動）と共に、TBS制作のクイズ番組『クイズダービー』 に出場者として登場している。
大学卒業後の1988年4月1日付で、岩城と共に、アナウンサーとして毎日放送へ正式に入社。アナウンサー以外の同期入社組に、テレビ番組プロデューサーの本郷義浩・中野伸二、MBSラジオ社長の原厳一郎がいる。入社後は、『4時ですよーだ』『夕方チャンス!』（いずれもMBSテレビ）『MBSヤングタウン』（MBSラジオ）などの若者向け番組への出演を経て、1994年9月から6年にわたって『MBSナウ』（MBSテレビが日曜日以外の夕方に放送していたローカルワイドニュース）のキャスターを務めた。
『MBSナウ』の終了後も、毎日放送ラジオ報道部が制作する報道・情報番組や『ちちんぷいぷい』（MBSテレビ）を中心に、テレビ・ラジオを問わず長らくニュースキャスターを担当。『はやみみラジオ!水野晶子です』以降にニュースキャスターを務めたラジオ番組では、主なニュースの解説など、いわゆる「ニュースデスク」に相当する役割も担っていた。
その一方で、毎日放送アナウンサー室が1995年から毎年開催している朗読イベント（「おはなし夢ひろば」→「コトノハ」）には、第2回（1996年）から第30回（2019年）まで従事。出演しない回でも、企画や運営に携わっていた。「おはなし夢ひろば」の第3回公演（1997年）では、日本国内の舞台作品で初めて、『あらしのよるに』（きむらゆういちの絵本）の朗読を実現。2005年に東宝で公開されたアニメーション映画版では、毎日放送が出資した関係で、後輩アナウンサーの上泉雄一と共に声優としてワンシーンに出演した。
2011年7月からは、アナウンサーとしての活動を続けながら、毎日放送アナウンサー室のアナウンスセンター長へ就任。就任の直後には、この年に新卒で一般職として採用された福島暢啓を、自身と同期（1988年）で入社した人事部長からの推薦でアナウンサー室へ受け入れた。
2017年6月の人事異動で、アナウンサー室を離れるとともに、アナウンサーセンター長を退任。事業局のコマース事業部長として、『ほしおび』などのテレビショッピング番組に携わっていた。ただし、異動前に収録されたナレーションやラジオCMの一部は、異動後も放送。2018年4月20日には、『あどりぶラヂオ』（MBSラジオ）のパーソナリティとして、異動後初めて生放送番組へ登場した。
2018年6月の人事異動で、アナウンサー室に復帰。翌7月からアナウンサーとしての活動を再開すると、2018年度のナイターオフ期間には、アナウンサーとしての福島の冠番組である『次は〜新福島! 第2章=めばえ=』（MBSラジオ）の火曜日でニュースキャスターを務めた。
2019年4月30日付で、毎日放送を早期定年退職。退職を初めて公表したのは「コトノハ」第30回公演で、大トリ（夜公演最後の朗読作品）に当たる『最後のお便り』（森浩美の小説）では、自身の年代やキャリアと重なる主人公の「寺田武」（架空の在京民放テレビ・ラジオ兼営局に管理職として勤務するアナウンサー）に扮しながら朗読を披露した。同局のアナウンサーとして最後に出演した番組は、2019年4月19日未明（18日深夜）に生放送の『あどりぶラヂオ』。
東京アナウンスアカデミーで永井からボランティアで直々に自己PR・フリートークの指導を受けた経験や、毎日放送アナウンサー室の管理職として若手アナウンサーの育成に長らく尽力した経験を基に、同局退職後の2020年からはアナウンサーを志す大学生・大学院生にアナウンス技術を教えている。当初は産経学園の大阪校で大学生・大学院生向けアナウンス講座の講師を務めるだけであったが、後にこの講座と連携させる方式でティプラムアナウンススクールを設立。さらに、気象キャスターの育成にも携わる関係で、南気象予報士事務所にも籍を置いている。ちなみに、同事務所は毎日放送報道局→報道情報局気象情報部との間で気象予報士の専属契約を結んでいるが、加藤自身は気象予報士の資格を保有していない。

## 過去の出演番組・作品
- MBS NEWS（テレビ・ラジオとも、不定期で担当）
  - ラジオの定時ニュースについては、事業局からアナウンサー室へ復帰した2018年度のナイターオフ期間に、先輩アナウンサー（シニアスタッフ）の柏木宏之との隔週交代で火曜日に『MBSヨル隊』内（19時台）・『次は〜新福島! 第2章=めばえ=』内（21時台）で担当。
  - 『次は〜新福島!第2章』では、2019年3月26日放送分で担当を終了。最終放送日（3月29日）には、上記の経緯から、福島の「パイセン（先輩）」として「ラジオ博愛主義!パイセンがやってきた!」（20時台のゲストコーナー）とエンディングへ出演した。

### テレビ
- MBSナウ
  - メインキャスターへの就任当初は、担当日のコーナーに使われるBGMの選曲も任されていた。
- あどりぶランド
- 暮らしカルマガジン みかさつかさ
  - レギュラー出演を終了してからも、提供クレジットのアナウンスを担当。
- 4時ですよーだ（司会のダウンタウンによくイジられていた）
- 夕方チャンス!
- クイズ!なんでもこい
- 真夜中も好奇心!
- わたしたちの近畿（晩期のナレーションを担当）
- ちちんぷいぷい
  - 2011年9月まで月・火・木曜 → 火・水曜のニュースキャスターとして出演。2015年8月からは一時、「ここはどこ?あなたダレ?」（総合司会の山本浩之がリポーターを務める水曜日 → 火曜日のVTRロケコーナー）のオープニングナレーションを担当していた。
- プリ♥プリ→プリプリ水曜日（小泉エリが担当する日替わり企画のナレーター）
- 痛快!明石家電視台「MBSアナウンサー26人大集合スペシャル」（2014年4月7日、アナウンサーの1人としてゲスト出演）[8]
- コトノハ図鑑（早期退職前月の2019年3月21日放送分にのみトークパートへ出演）

### ラジオ
- ヤンタンミュージックゾーン ザ・リクエスト（月曜日パーソナリティ、入社後初めてのレギュラー番組）
- MBSヤングタウン（月曜日パーソナリティ）
  - 関連番組の『ヤングタウン日曜日』にも、退職前月末（2019年3月31日）の放送分にゲストで出演。福島がアシスタントを務めることによる特別出演で、アナウンス室長時代に福島をアナウンサーへ転身させた経緯や、退職後の計画などを明かした。
- ヤンタンMUSICネトランジェ（木曜日）パーソナリティ
- MBSニュースワイドアングル(金曜日キャスター)
- MBSニュースレーダー
- はやみみラジオ!水野晶子です
- おはなしの扉（朗読番組）
- ノムラでノムラだ♪ EXトラ!（ニュースキャスター）
- Till Dawn Music（オープニング・エンディング・ジングルのアナウンスを担当）
  - アナウンスセンターからの異動後も、2018年3月の終了直前の放送までアナウンス音源を使用。
- スマラジw金曜日「ナジャとアナの虹色レインボー」（2016年度のナイターオフ番組）
  - エンディングコーナー「ナジャの虹色保健室」のオープニングナレーションを、事前収録で担当。2016年度の最終回（2017年3月24日）では、サプライズゲストとして同コーナーへ登場するとともに、生ナレーションを披露した。
- あどりぶラヂオ（事業局に在籍していた2018年4月20日放送分から不定期でパーソナリティを担当）
  - 事業局時代に担当した回では、「JAZZ 時々 CINEMA」（かつて毎日放送でテレビ番組の制作に携わっていた年上の故人がジャズの名曲やB級映画の名作を評論する目的で生前に匿名で開設していたブログ）で紹介していた楽曲を、解説記事の代読を交えながら放送していた。
  - 毎日放送のアナウンサーとして唯一担当した回（2019年4月19日放送分）は、同局での最終出演番組でもあったことから、アナウンサーになるまでの経緯を初めて詳しく明かした。

### アニメーション映画
いずれも、出演の時点で勤務していた毎日放送が製作に出資した作品。
- あらしのよるに（東宝の製作で2005年に劇場公開） - リス 役
- ピューと吹く!ジャガー～いま、吹きにゆきます～（2008年に劇場公開） - サイバー都市の警備員および、闇民の騎士の1人の声を当てていた。

## 関連人物
- 水野晶子
- 関岡香
- 岩城潤子
- 高井美紀
- 亀井希生
- 仙田和吉
- 馬野雅行
- 田丸一男
- 千葉猛
- 大月勇
- 本郷義浩
- 中野伸二
- 今田耕司
- 東野幸治
- 南利幸 - 南気象予報士事務所の代表で、毎日放送のアナウンサー時代にラジオ番組でたびたび共演。